# ساتوشي أوكورا
ساتوشي أُوكورا (باليابانية: 大倉 智) (22 مايو 1969 في كاناغاوا في اليابان – )؛ هو لاعب كرة قدم ياباني سابق كان يلعب كمهاجم.

## وصلات خارجية
- ساتوشي أوكورا على موقع رابطة كرة القدم اليابانية للمحترفين (اليابانية)
- ساتوشي أوكورا على موقع عالم كرة القدم.نت (الإنجليزية)